# Paracymoriza scotalis
Paracymoriza scotalis là một loài bướm đêm trong họ Crambidae.